# Roberto Guyer
Roberto Enrique Guyer (* 10. März 1923 in Buenos Aires; † 15. Februar 2016) war ein argentinischer Diplomat.

## Leben
Guyer studierte bis 1948 an der Universität Buenos Aires Jura. In Den Haag legte er 1950 ein Diplom an der Haager Akademie für Völkerrecht ab. An den Universitäten von Oxford und Columbia nahm er an Sonderkursen teil. 1952 promovierte er mit einer Doktorarbeit zum Thema Einführung in die Probleme des Imperialismus.
Ab 1956 war Guyer für den auswärtigen Dienst Argentiniens tätig. Er übernahm 1957 die Leitung der Abteilung für internationale Organisationen des argentinischen Außenministeriums. 1957 und 1959 arbeitete er in der argentinischen Botschaft in Washington, D.C. in den USA. Im Jahr 1961 wurde er Leiter der Abteilung für territoriale Souveränität, bis er 1962 dann Generaldirektor der Politischen Abteilung wurde. 1964 wurde ihm die Leitung der Abteilung für internationale Organisationen übertragen. Zwischen 1964 und 1966 ging er als Botschaftsrat an die argentinische Botschaft in Bonn in der Bundesrepublik Deutschland. 1966 war er im Ministerium als Rechtsberater tätig. Von 1966 bis 1970 war er Botschafter an der argentinischen Botschaft in den Niederlanden. 1970 übernahm er die Leitung der Abteilung Antarctica und Malwinen. In späterer Zeit war er der Leiter der politischen Abteilung.
1971 wurde Guyer Untersekretär für besondere politische Angelegenheiten bei den Vereinten Nationen. Von 1971 bis 1978 war er Beauftragter des Generalsekretärs der Vereinten Nationen für Friedensverhandlungen im Nahen Osten. Zwischen 1978 und 1984 war er als Botschafter in der Bundesrepublik Deutschland eingesetzt, gefolgt von einer Tätigkeit als Botschafter an der argentinischen Botschaft in Wien in Österreich und Vertreter bei dort ansässigen internationalen Organisationen von 1987 bis 1989. Von 1990 bis 1991 war er Mitglied des Supreme Council of Ambassadors. Es folgte ein erneuter Einsatz als Botschafter in Deutschland von 1991 bis 1994.